# Bernard Lietaer

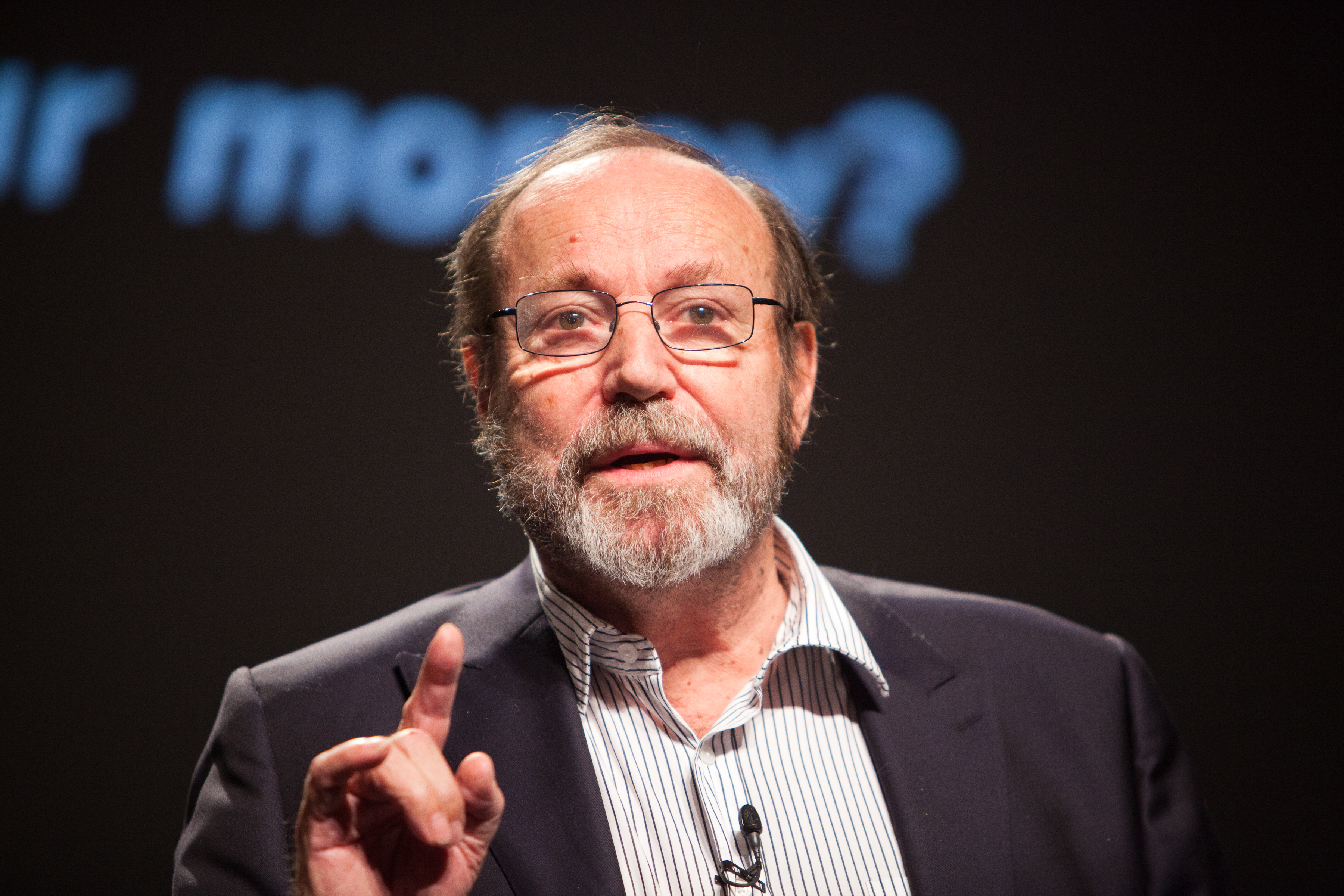
Bernard Lietaer, 2011.

Bernard Lietaer, född 7 februari 1942 i Lauwe i Menen i Belgien, död 4 februari 2019 i Hoyerhagen i Niedersachsen i Tyskland, var en belgisk civilingenjör, ekonom, författare och professor. Han studerade monetära system och förespråkade lokala och komplementära valutor som komplement till nationella och regionala. Han lanserade också idén om en global valuta som han kallade för Terra.